# Thrall
Pour le personnage des jeux vidéo Warcraft, voir Thrall (personnage).

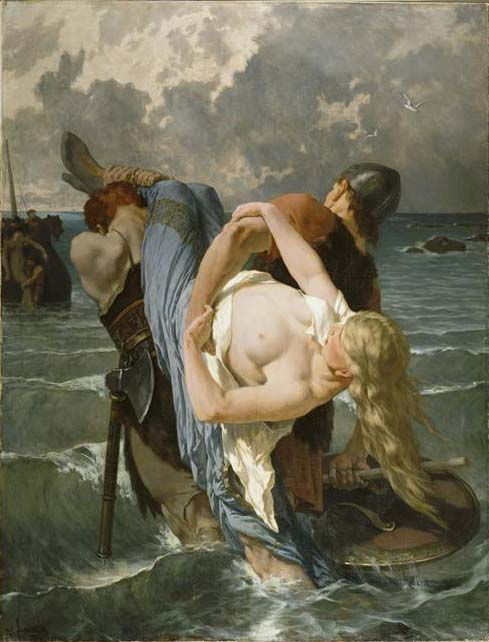
Evariste-Vital Luminais - Pirates normands au IXe siècle

Un thrall (en vieux norrois, þræll ; þír) était, dans la société scandinave médiévale, un esclave,. Durant l’Âge des Vikings, la classe des thralls était la plus basse de la société, et celle qui se chargeait des travaux ne nécessitant pas de formation particulière.